# Adamawa-ubanški jezici
Adamawa-ubanški jezici (privatni kod: adub), skupina sjevernih voltaško-kongoanskih jezika raširenih u središnjoj Africi. Grana se na dvije glavne grane, adamavsku i ubanšku i obuhvaća (158) jezika, (159) po novijimm podacima, koji se govore u Kamerunu, Nigeriji, Čadu, Demokratskoj Republici Kongo, Srednjoafričkoj Republici i Kongu.

## Klasifikacija
A) Adamawa jezici (adam) (88) Nigerija, Čad, Kamerun, Srednjoafrička Republika: 
a1. Fali jezici (2) Kamerun: sjeverni i južni).
a2. Gueve jezici (1) Kamerun: gey.
a3. Kam jezici (1) Nigerija: kam.
a4. Kwa (1) Nigerija: kwa.
a5. La'bi jezici (1) Kamerun: la'bi.
a6. Leko-Nimbari jezici (27): 
a6. 1. Duru jezici (11) Kamerun: 
a6. 1a. Dii jezici (3): dii, dugun, duupa,
a6. 1b. Duli jezici (1) Kamerun: duli.
a6. 1c. Voko-Dowayo jezici (7): 
a. Kutin jezici (1): peere.
b. Vere-Dowayo jezici (5): 
b1. Dowayo jezici (1) Kamerun: doyayo.
b2. Vere-Gimme jezici (4): 
b2 1. Gimme jezici (2) Kamerun: gimme, gimnime.
b2 2. Vere jezici (2) Nigerija: koma, mom jango.
c. Voko jezici (1) Kamerun: longto.
a6. 2. Leko jezici (4) Kamerun, Nigerija: kolbila, nyong, samba leko, wom.
a6. 3. Mumuye-Yandang jezici (11): 
a6. 3a. Mumuye jezici (7) Nigerija: gengle, kumba, mumuye, pangseng, rang, teme, waka.
a6. 3b. Yandang jezici (4) Nigerija: bali, kpasam, kugama, yendang.
a6. 4. Nimbari jezici (1) Kamerun: nimbari.
a7. Mbum-Day jezici (30): 
a7. 1. Bua jezici (10) Čad: bolgo, bolgo, bua, fania, gula iro, koke, niellim, noy, tunia, zan gula.
a7. 2. Day jezici (1) Čad: day,
a7. 3. Kim jezici (3) Čad: besme, goundo, kim.
a7. 4. Mbum jezici (16): 
a7. 4a. Centralni (5)  Srednjoafrička Republika, Čad, Kameerun:
a. Karang jezici (4): karang, kare, nzakambay, pana.
b. Koh jezici (1) Čad: kuo,
a7. 4b. Sjeverni (6) Kamerun, Čad:
a. Dama-Galke jezici (3) Kamerun: dama, ndai, mono.
b. Tupuri-Mambai jezici (3) Kamerun, Čad: mambai, mundang, tupuri.
a7. 4c. Južni (1) Kamerun: mbum.
a7. 4d. neklasificirani (4) Kamerun, Nigerija: dek, laka, pam, to.
a8. Waja-Jen (24): 
a8. 1. Jen jezici (10) Nigerija: burak, dza, kyak, leelau, loo, mághdì, mak, mingang doso, moo, tha.
a8. 2. Longuda jezici (1) Nigerija: longuda.
a8. 3. Waja jezici (8) Nigerija:
a. Awak jezici (2): awak, kamo.
b. Cham-Mona jezici (2): dijim-bwilim, tso.
c. Dadiya jezici (1) Nigerija: dadiya.
d. Tula jezici (3): bangwinji, tula, waja.
a8. 4. Yungur jezici (5) Nigerija: 
a. Libo jezici (1) Nigerija: kaan.
b. Mboi jezici (1) Nigerija: mboi.
c. Yungur-Roba jezici (3): bena jezik, lala-roba jezik, voro.
a9. Neklasificirani (1) Kamerun: oblo.

B) Ubanški jezici /Ubangi/ (uban) (70) Srednjoafrička Republika, Demokratska Republika Kongo, Sudan, Kamerun, Kongo:    
b1. Banda jezici (16):
b1. a. Centralni (11) Srednjoafrička Republika, Demokratska Republika Kongo: banda (togbo-vara, južni centralni), banda-bambari, banda-banda, banda-mbrès , banda-ndélé, banda-yangere jezik, gobu, kpagua, mono, ngundu.
b1. b. Južni Centralni (2): banda (južni centralni), langbashe.
b1. c. Južni (1) Demokratska Republika Kongo: mbandja.
b1. d. Jugozapadni (1) Demokratska Republika Kongo: ngbundu.
b1. e. Zapadni Centralni (1): zapadni centralni banda,
b2. Gbaya-Manza-Ngbaka jezici (14): 
b2. a. Centralni (4) Srednjoafrička Republika: bokoto, gbanu, gbaya-bossangoa, gbaya-bozoum.
b2. b. Istočni (6) Srednjoafrička Republika, Demokratska Republika Kongo, Kongo: ali, bofi, bonjo, manza, ngbaka, ngbaka manza.
b2. c. Sjeverozapadni (1) Srednjoafrička Republika: gbaya (sjeverozapadni).
b2. d. Jugozapadni (2) Srednjoafrička Republika, Kamerun: bangandu jezik, jugozapadni gbaya jezik (jugozapadni).
b2. e. Suma, Srednjoafrička Republika
b3. Ngbandi jezici (6) Srednjoafrička Republika, Demokratska Republika Kongo: dendi jezik, gbayi jezik, mbangi jezik, ngbandi (2 jezika: južni i sjeverni), yakoma jezik.
b4. Sere-Ngbaka-Mba jezici (28): 
b4. a. Ngbaka-Mba jezici (19): 
a. Ngbaka jezici (15) Demokratska Republika Kongo, Srednjoafrička Republika, Kongo: baka, bangba, buraka, ganzi, gbanziri, gilima, gundi, kpala, limassa, mayogo, monzombo, mündü, ngbaka ma'bo, ngombe, yango.
b. Mba jezici (4) Demokratska Republika Kongo: dongo jezik, ma, mba, ndunga.
b4. b. Sere jezici (9): 
a. Feroge-Mangaya jezici (2) Sudan: feroge, mangayat.
b. Indri-Togoyo jezici (2) Sudan: indri, togoyo.
c. Sere-Bviri jezici (5) Sudan, Demokratska Republika Kongo: bai, belanda viri, ndogo, sere, tagbu.
b5. Zande (6): 
b5 a. Barambo-Pambia jezici (2) Demokratska Republika Kongo: barambu, pambia.
b5 b. Zande-Nzakara jezici (4) Srednjoafrička Republika, Demokratska Republika Kongo: geme, kpatili, nzakara, zande.

## Vanjske poveznice
- Ethnologue (14th)
- Ethnologue (15th)